# Karel Groš
Karel Groš (21. února 1865 Praha-Nové Město – 12. října 1938 Praha) byl český právník a mladočeský politik, starosta Prahy od roku 1906 až do pádu monarchie roku 1918.

## Životopis
Narodil se jako druhé z pěti dětí pražského úředníka (akcesisty, oficiála) Josefa Grosche (* 1830) a jeho ženy Juliany (* 1831). Vystudoval gymnázium a právnickou fakultu Univerzity Karlovy. Titul JUDr. získal roku 1889.
24. září 1890 se v kostele sv. Jindřicha oženil s Boženou Grégrovou, dcerou vůdce mladočeské strany Julia Grégra; manželství bylo bezdětné. Po ukončení studií si na Novém Městě pražském otevřel advokátní kancelář, brzy však udělal rychlou kariéru ve službách hlavního města.
Po odvolání z funkce na radnici strávil zbytek pracovní kariéry opět jako advokát.
JUDr. Karel Groš byl pohřben na Olšanských hřbitovech.

## Pražský starosta

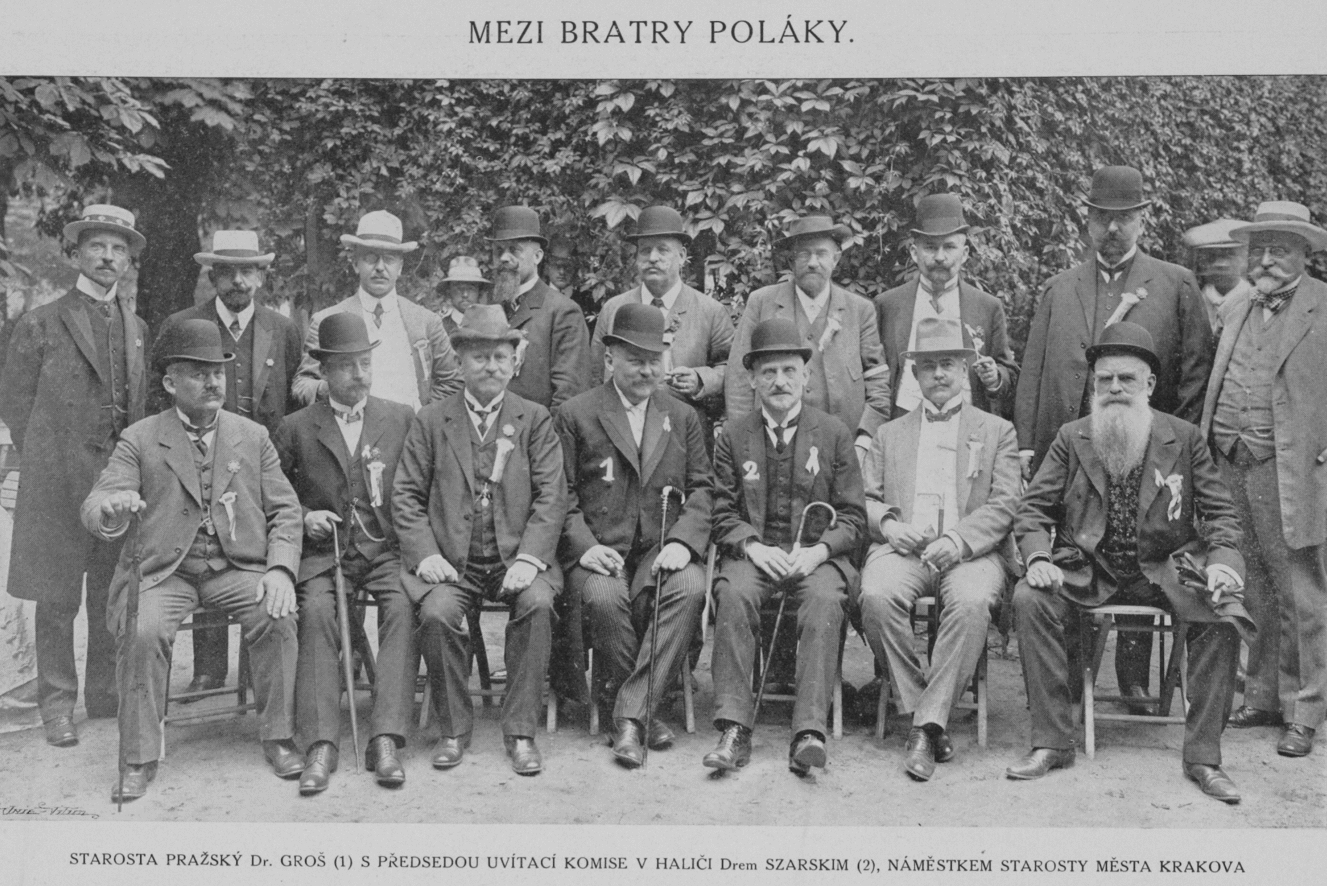
Pražský starosta Karel Groš (označen č. 1) v Haliči 1909

Jeho kariéra v hlavním městě vyvrcholila 15. února 1906, kdy byl poprvé zvolen starostou. Úřad si udržel až do listopadu 1918, jeho dlouhé období starostování se považuje za úspěšné, v Praze vznikla řada reprezentativních budov a uměleckých děl, pražská radnice se zároveň neformálně stala vrcholnou představitelkou českého národa. Zároveň ovšem pokračovala sporná asanace, která poškodila historickou hodnotu městského jádra. Po převratu roku 1918 byl Groš jako reprezentant politiky vstřícné vůči Vídni odvolán.

## Portrét
Byl často portrétován. Bustu k jeho jubileu vytvořil například Gustav Zoula.